# Vich (Szwajcaria)
Vich – miejscowość i gmina (commune) w zachodniej Szwajcarii, w kantonie Vaud, w okręgu (district) Nyon. 

## Demografia
W Vich mieszka 1160 osób. W 2021 roku 30,9% populacji gminy stanowiły osoby urodzone poza Szwajcarią.

## Transport
Przez teren gminy przebiegają autostrada A1 oraz drogi główne nr 124 i nr 125. 